# Karol Zodrow
Karol Paweł Zodrow (ur. 13 lipca 1916 w Mamliczu koło Barcina, zm. 12 października 1966 w Poznaniu) – polski mikrobiolog i zoolog, profesor Wyższej Szkoły Rolniczej w Poznaniu.
Urodził się w rodzinie nauczycielskiej, był synem Pawła i Marii z Gapińskich. W 1934 zdał egzamin dojrzałości w gimnazjum imienia Kasprowicza w Inowrocławiu. Podjął z kolei studia przyrodnicze na Uniwersytecie Poznańskim, specjalizując się w zoologii i w marcu 1939 uzyskując dyplom magisterski; pracę dyplomową poświęcił pijawkom. Zaraz po studiach wyjechał do Jeny na przeszkolenie w dziedzinie aparatury optycznej. Po powrocie, dysponując stypendium Instytutu Higieny Morskiej i Tropikalnej, został zatrudniony w Zakładzie Zoologii Uniwersytetu Poznańskiego. W Poznaniu zastał go wybuch II wojny światowej, którą spędził w tym mieście, utrzymując się z pracy w ogrodach komunalnych, a potem w przedsiębiorstwie paliwowym.
W 1945 został starszym asystentem w Państwowym Zakładzie Higieny w Poznaniu, pełniąc w tej instytucji także funkcję zastępcy kierownika Oddziału Bakteriologicznego. Jednocześnie odbywał na Wydziale Lekarskim Uniwersytetu Poznańskiego studia medyczne, zakończone w 1949 absolutorium, oraz był asystentem w Zakładzie Mikrobiologii Lekarskiej. W 1951 przedstawił rozprawę Badania nad stosunkami ilościowymi i jakościowymi organizmów nanno- i ultrasestonu w zbiornikach wodnych Gorzynia pod Międzychodem, na podstawie której uzyskał na Wydziale Biologii i Nauki o Ziemi Uniwersytetu Poznańskiego doktorat z zoologii. Rok później został adiunktem w Katedrze Mikrobiologii Rolniczej Wyższej Szkoły Rolniczej w Poznaniu, w 1955 uzyskał nominację na docenta, a po śmierci profesora Józefa Dudy w 1959 objął kierownictwo Katedry. Profesorem nadzwyczajnym został w 1965. W latach 1956–1959 pełnił funkcję prodziekana Wydziału Rolniczego poznańskiej uczelni rolniczej.
Przez kilkanaście lat prowadził wykłady zlecone z mikrobiologii w Wyższej Szkole Ekonomicznej w Poznaniu, także na Uniwersytecie Poznańskim. Od 1953 współpracował z Instytutem Przemysłu Włókien Łykowych w Poznaniu w charakterze doradcy naukowego. Był członkiem Komitetu Mikrobiologicznego Polskiej Akademii Nauk, Komisji Biologicznej Poznańskiego Towarzystwa Przyjaciół Nauk, Polskiego Towarzystwa Mikrobiologów.
Specjalizował się w ekologii i fizjologii mikroorganizmów glebowych. Dostrzeżone w  światowej literaturze naukowej zostały m.in. jego badania nad biosyntezą korynoidów przez mikroorganizmy. Łącznie był autorem lub współautorem kilkudziesięciu publikacji naukowych, w tym cenionego skryptu Mikrobiologia rolnicza (z Józefem Dudą).
Obok pracy naukowej i dydaktycznej zasłużył się dla Wyższej Szkoły Rolniczej w Poznaniu przy budowie nowych uczelnianych zakładów. Od 1955 sprawował opiekę nad Studenckim Towarzystwem Naukowym. Odznaczony był m.in. Srebrnym Krzyżem Zasługi i Medalem 10-lecia Polski Ludowej, w 1965 został laureatem nagrody ministra szkolnictwa wyższego.
Był żonaty z Haliną Bielicką, lekarzem mikrobiologiem; małżeństwo pozostało bezdzietne. Zmarł 12 października 1966 w Poznaniu. Pochowany na cmentarzu św. Jana Vianneya w Poznaniu (kw. św. Łazarza-rząd 6-grób 9).